# Ratpenat de bigotis de Macleay
El ratpenat de bigotis de Macleay (Pteronotus macleayii) és una espècie de ratpenat que es troba a Cuba i Jamaica.
Es veu amenaçat per la pèrdua del seu hàbitat natural.